# Ivar Aronsson
Pour les articles homonymes, voir Aronsson.
Ivar Mauritz Aronsson, né le 24 mars 1928 à Romelanda et mort le 6 février 2017 à Kungälv, est un rameur suédois.

## Biographie
Ivar Aronsson est médaillé d'argent de l'épreuve de quatre avec barreur aux Jeux olympiques d'été de 1956 à Melbourne ; il est aussi lors de ces Jeux quatrième de la finale de  huit. 